# Адесив
У уралским језицима, као што су фински, естонски и мађарски, адесив  (лат. adesse - 'бити присутан') је четврти локативни падеж чије је основно значење 'на'. На пример, на естонском laud (сто) и  (на столу), на мађарском asztal (сто) и asztalnál ('за столом'). У финском се такође користи и као инструментал.
- У финском, суфикс адесива је - lla/llä, нпр. pöytä (сто) и  (на столу). Додатно, може имати значење 'бити у близини нечега', као нпр. koululla ('на' школи укључујући и школско дрориште), а контраст адесива је инесив koulussa (у школи, унутар школске зграде).

- У естонском, завршетак - l  додаје се генитиву, као нпр. laud (сто) - laual (на столу). Осим зачења 'на', у естонском, овај падеж се такође користи да означи власништво. Као на пример, mehe/on auto, што значи 'човек поседује аутомобил'.